# Coenagrion lanceolatum
Coenagrion lanceolatum är en trollsländeart som först beskrevs av Selys 1872.  Coenagrion lanceolatum ingår i släktet blå flicksländor, och familjen sommarflicksländor. Inga underarter finns listade i Catalogue of Life.